# Angeł Marin
Angeł Iwanow Marin, bułg. Ангел Иванов Ма̀рин (ur. 8 stycznia 1942 w Bataku, zm. 18 marca 2024) – bułgarski wojskowy, inżynier i polityk, generał major, w latach 2002–2012 wiceprezydent Bułgarii.

## Życiorys
W 1960 ukończył szkołę średnią w Dewinie, a w 1965 uczelnię wojskową w Szumenie ze specjalnością w zakresie artylerii. Został także inżynierem radiotechnikiem, a w 1978 absolwentem akademii wojskowej w Leningradzie. Od 1965 do 1998 był zawodowym wojskowym, służył m.in. w jednostkach w Starej Zagorze. Od 1990 pełnił funkcję dowódcy wojsk rakietowych i artylerii w bułgarskich wojskach lądowych. W 1991 awansował na stopień generała majora. Siedem lat później przeszedł w stan spoczynku.
W wyborach prezydenckich w 2001 kandydował u boku lidera Bułgarskiej Partii Socjalistycznej Georgiego Pyrwanowa na stanowisko wiceprezydenta. Po zwycięstwie wyborczym 22 stycznia 2002 objął ten urząd. Uzyskał reelekcję w wyniku wyborów prezydenckich w 2006. Na stanowisku zajmował się m.in. ułaskawieniami. Kontrowersje wzbudziło ułaskawienie przed wyborami parlamentarnymi w 2005 biznesmena i romskiego polityka Cwetelina Kynczewa. Angeł Marin zakończył urzędowanie po dwóch kadencjach 22 stycznia 2012.